# أندريا دورو
أندريا دورو فلوريس (بالإسبانية: Andrea Duro Flores) هي ممثلة وعارضة أزياء إسبانية ولدت في يوم 14 أكتوبر 1991 في ضاحية فوينلابرادا قرب العاصمة مدريد، إشتهرت بعد أدائها دور يولاندا في مسلسل الفيزياء أو الكيمياء، كما مثلت في فيلم صعود شبح في سنة 2012 وتمثل حالياً في مسلسل كاتدرائية البحر. أندريا دورو هي مشجعة لنادي برشلونة وقد سبق لها الارتباط بلاعب ريال مدريد السابق المكسيكي خافيير هرنانديز.

## روابط خارجية
- أندريا دورو على موقع IMDb (الإنجليزية)
- أندريا دورو على موقع ألو سيني (الفرنسية)
- أندريا دورو على موقع أول موفي (الإنجليزية)
- أندريا دورو على موقع قاعدة بيانات الفيلم (الإنجليزية)
- أندريا دورو على موقع كينوبويسك (الروسية)